# Noordzeekanaal

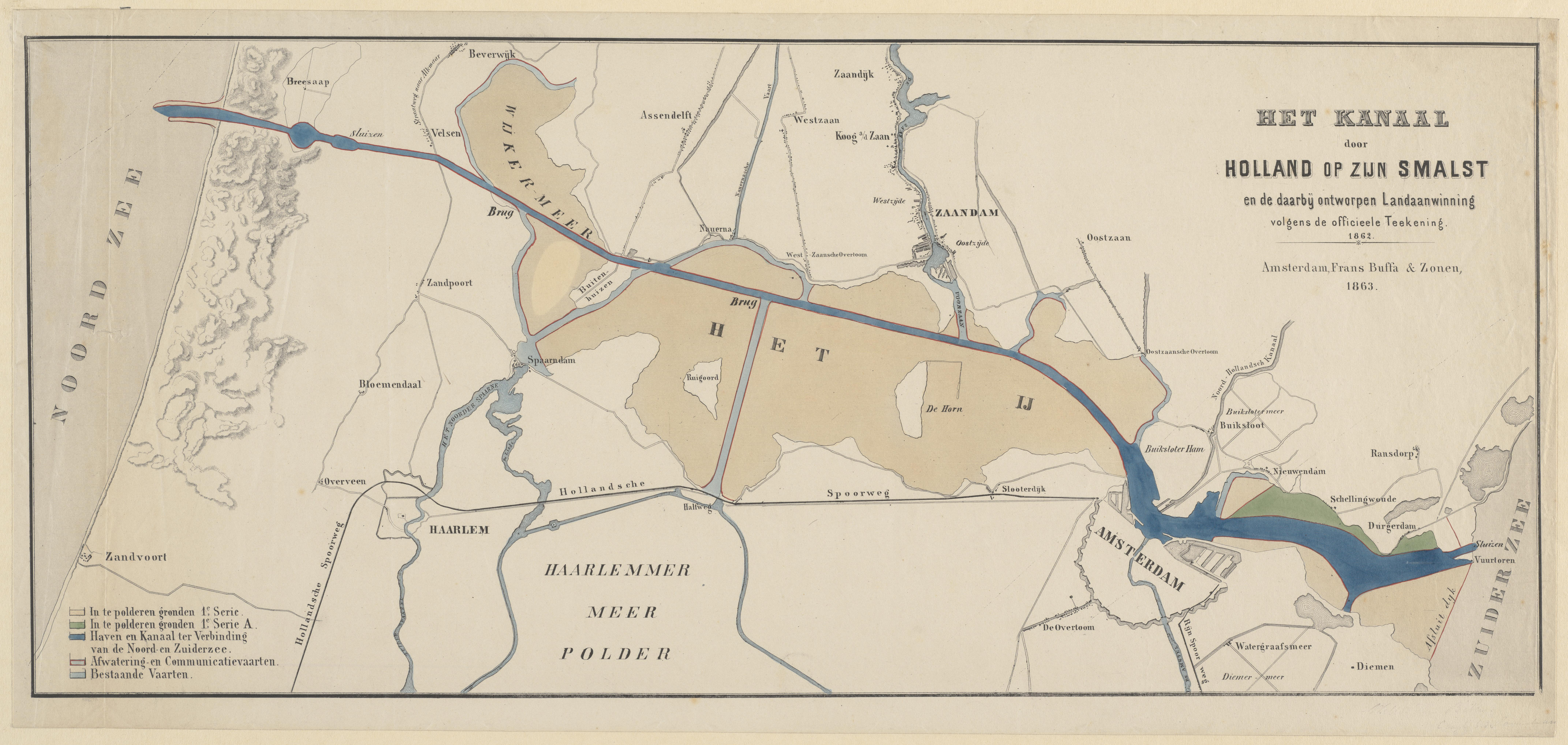
Kanaal door Holland op zijn smalst en de daarbij ontworpen landaanwinning volgens de officiële tekening van 1863.

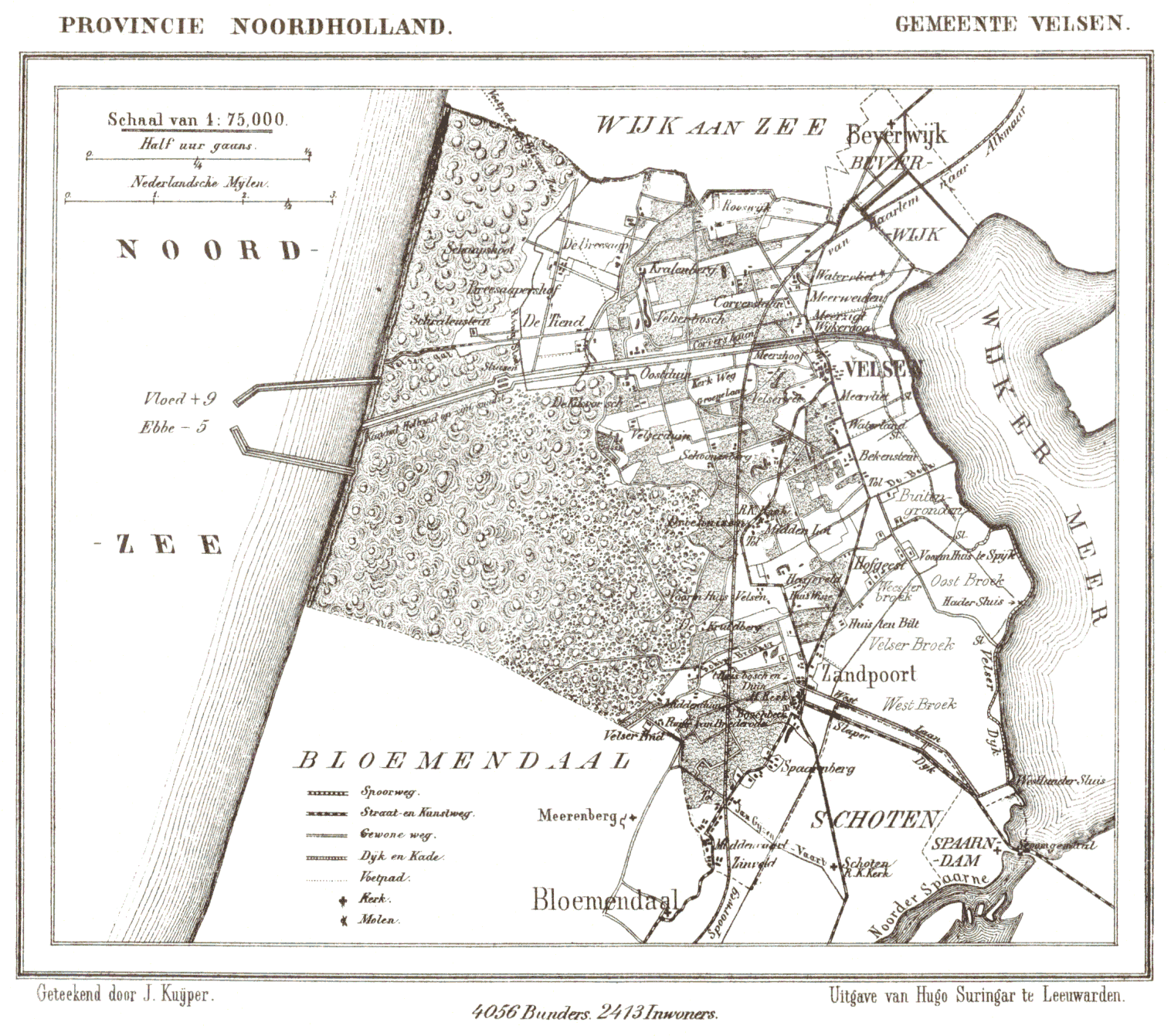
Het geprojecteerde kanaal door Holland op zijn smalst.

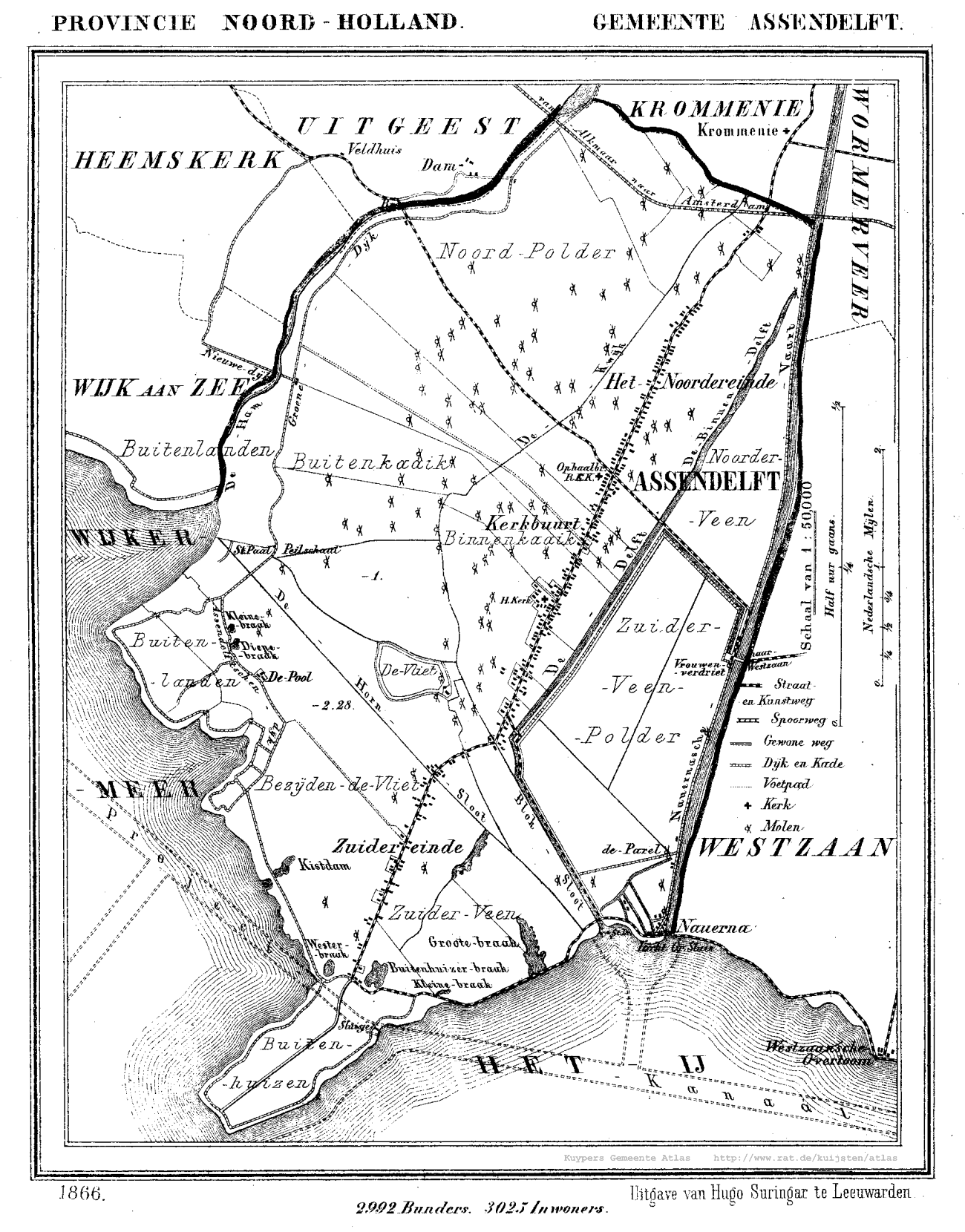
Linksonder op de kaart Buitenhuizen, waardoor het kanaal ook gegraven werd.

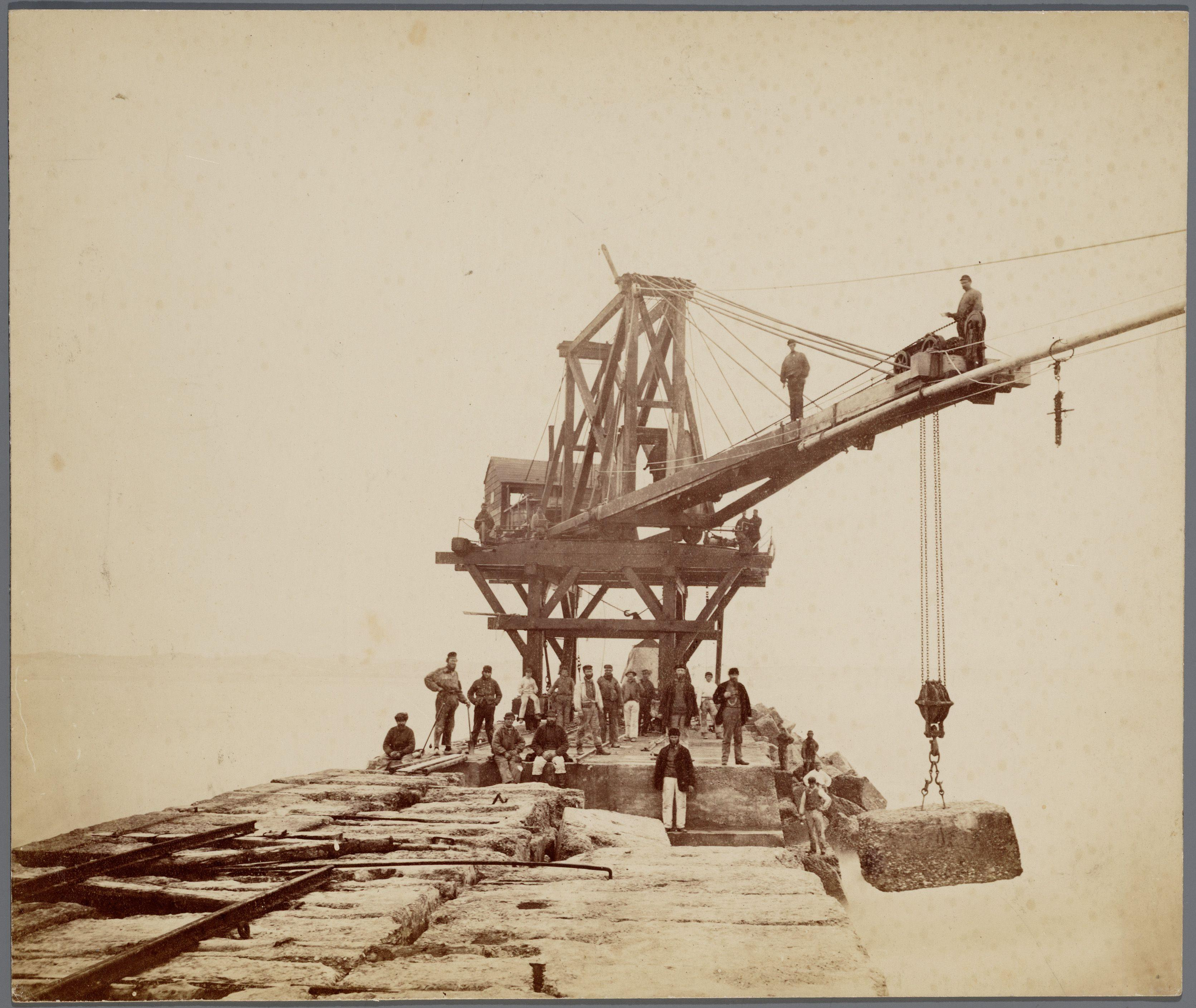
De Titankraan.

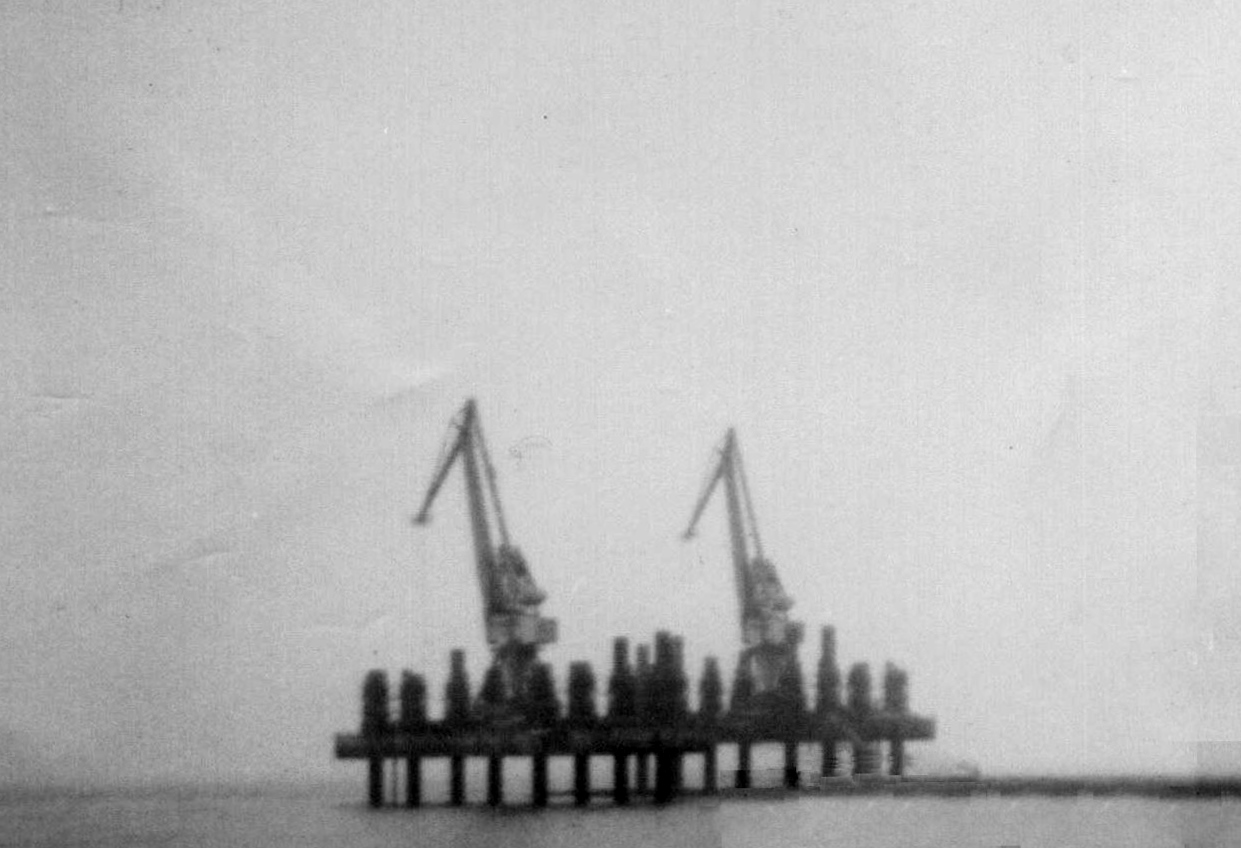
De Noordpier wordt verlengd (1966).

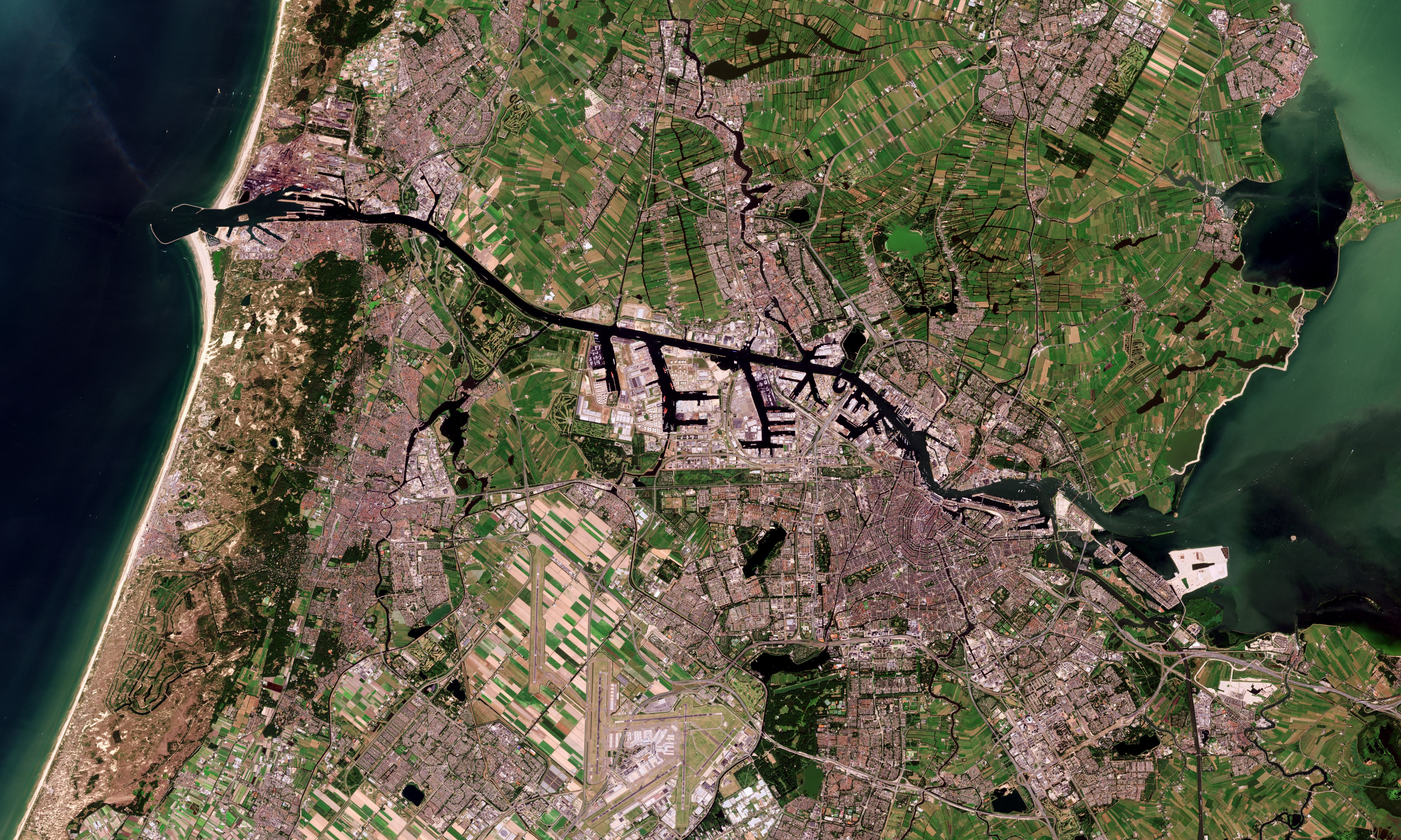
Satellietfoto van het Noordzeekanaal en omgeving.

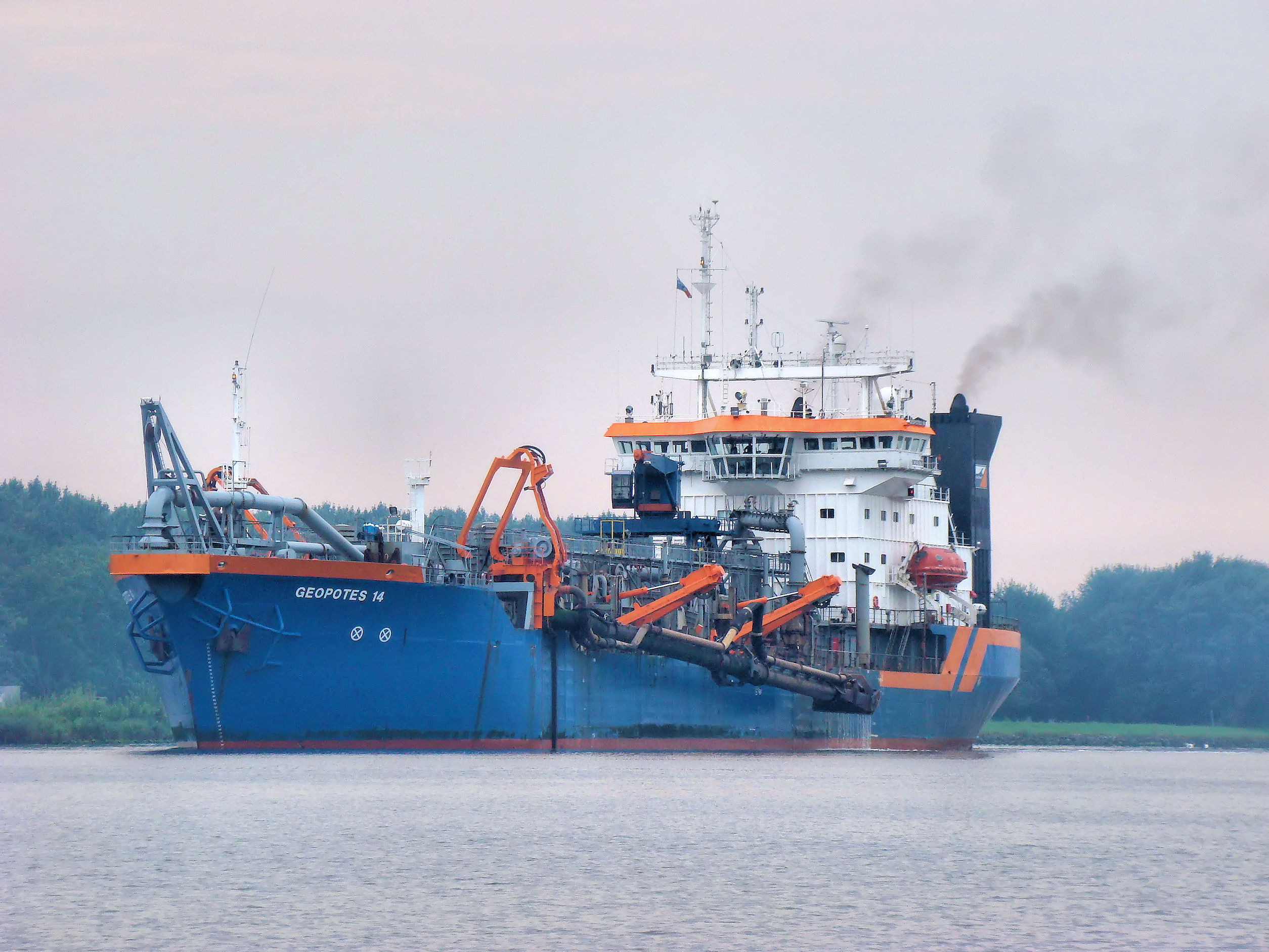
Sleephopperzuiger Geopotes 14 aan het baggeren op het Noordzeekanaal.

Het Noordzeekanaal, geopend in 1876, is een kanaal in Nederland dat een verbinding vormt tussen de Noordzee en de haven van Amsterdam. Het kanaal is 21 kilometer lang en begint bij de sluizen van IJmuiden. Net na de Coentunnel gaat het kanaal over in het IJ.

## Geschiedenis
Om de verbinding tussen de Haven van Amsterdam en de Noordzee te verbeteren werd in 1824 het Noordhollandsch Kanaal tussen Amsterdam en Den Helder in gebruik genomen. Dit kanaal voldeed al snel niet meer aan de eisen van het groeiende scheepvaartverkeer. Vanaf ongeveer 1848 is men gestart met de zoektocht naar alternatieven voor het Noordhollandsch Kanaal. In 1851 nam de Gemeente Amsterdam het initiatief voor een commissie die tot taak kreeg alle mogelijkheden te onderzoeken voor een kanaal van het IJ door de duinen naar de Noordzee, dat was immers de kortste verbinding. Met dit plan was het doorgraven van de duinen nabij Velsen, ook wel “Holland op zijn smalst”, vereist. Na vele plannen onderzocht te hebben, was men in december 1861 zover gekomen dat een concessie voor het graven van een kanaal en de exploitatie kon worden verstrekt. Deze concessie, “het [werk] is gewaagd, maar wij moeten het wagen om de groote belangen van nationaal en internationaal verkeer” werd met de wet van 23 januari 1863 goedgekeurd door de Staten-Generaal. Hierin stond onder meer, dat:
- de concessie voor een periode van 99 jaar werd verleend;
- de in te polderen gronden van het IJ ten goede kwamen aan de concessiehouder;
- de concessiehouder het recht kreeg sluis-, kanaal- en havengelden te heffen, maar dat deze de heffingen van het Noordhollandsch Kanaal niet mochten overtreffen.[3]

Bij Koninklijk Besluit van 16 juni 1863 werd de concessie verleend aan de vennootschap De Amsterdamsche Kanaalmaatschappij (AKM) met als voorzitter Simon Wolf Josephus Jitta(1818-1897). Een Nederlandse aannemer durfde het werk niet aan te nemen, maar in Engeland waren de heren Lee, die reeds veel ervaring hadden met de aanleg van havens in Engeland, bereid de klus te klaren. De aanneemsom bedroeg 27 miljoen gulden. Na elf jaar graven, dijken aanleggen en bouwen aan sluizen werd op 1 november 1876 het kanaal geopend door koning Willem III, Josephus Jitta hield de feestrede. Als eerste voer het vrachtschip SS Rembrandt van de KNSM door de Sluizen van IJmuiden.
Financieel was het kanaal geen succes voor de AKM; in 1883 werd de maatschappij geliquideerd en nam het Rijk alle verplichtingen en rechten over. Bij de overdracht van het rectoraat aan de TU Delft in 1916 heeft prof. Behrens een uitgebreide lezing over de geschiedenis van het kanaal gehouden.

## Inpolderen en graven
De koning gaf opdracht tot de aanleg van het kanaal ter bestrijding van de werkloosheid. De graafwerkzaamheden begonnen op 8 maart 1865 in de duinen van de Breesaap. De 7 kilometer brede duinen tussen Velsen en de Noordzee werden met schop en kruiwagen afgegraven. Stoomgraafmachines waren beschikbaar, maar het meeste werk werd met de hand gedaan.
Op 1 november 1876 werd het kanaal voor de scheepvaart officieel geopend en koning Willem III maakte de eerste tocht door de sluizen. Het kanaal had toen een bodembreedte van 27 meter en was daar circa 7 meter diep. Voor het Noordhollandsch Kanaal waren de vergelijkbare afmetingen ruim 9 meter breed en bijna 6 meter diep. Aan de waterspiegel was het laatste kanaal bijna 38 meter breed.

### IJpolders
Het Noordzeekanaal is grotendeels ontstaan door inpoldering van het IJ, hiervoor werden over een lengte van 17 km dijken aangelegd. Het IJ was in de loop der eeuwen ontstaan door oeverafslag langs de randen. Dijken aan de noord- en zuidzijde voorkwamen dat het IJ nog groter zou worden. Nadat het veen was weggeslagen is een laag vruchtbare jonge zeeklei afgezet. De aanleg van de IJpolders, het Noordzeekanaal en de zijkanalen ging simultaan. De werkzaamheden duurden circa zeven jaar en de polders waren in 1872 voltooid. De polders hadden een totale oppervlakte van 5.500 hectare. Na de aanleg van wegen en sloten ging men over tot de verkoop van de grond. De verkoopopbrengst werd gebruikt om de kosten van de aanleg van het kanaal te betalen.
Voor de afwatering en de scheepvaart van onder andere het Spaarne, de Zaan en de Nauernasche vaart werden negen zijkanalen aangelegd (Zijkanaal A t/m I). Graafwerk was noodzakelijk door de polder Buitenhuizen, ten zuiden van Assendelft, die zich uitstrekte tot nabij Spaarndam.

### Sluizen

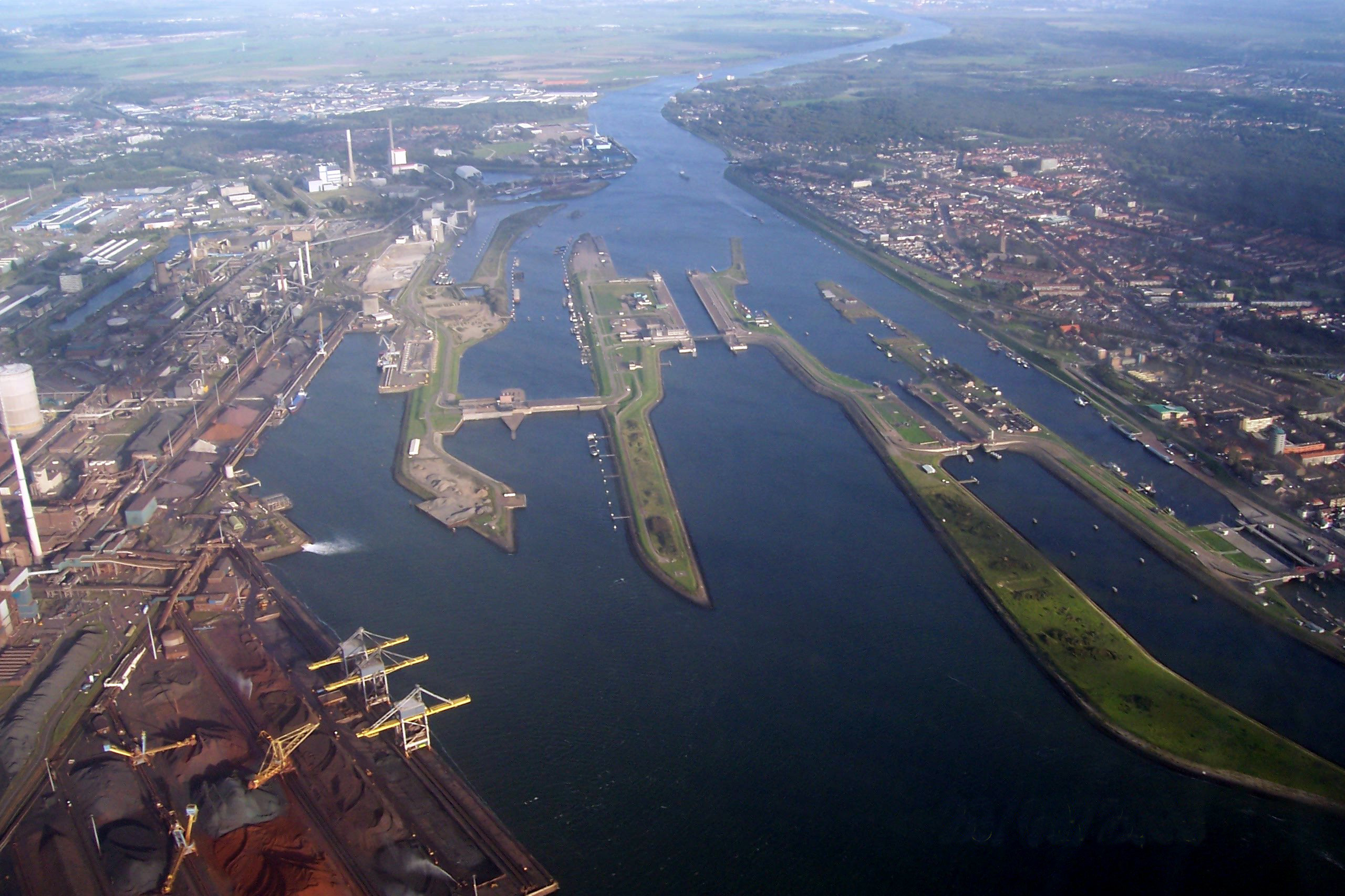
Sluizencomplex gezien vanuit het westen met IJmuiden rechts

Aan de oostkant van Amsterdam werd het met de Zuiderzee in open verbinding staande IJ afgesloten door de aanleg van de Oranjesluizen (in gebruik genomen in 1872), zodat tussen deze sluizen en die van IJmuiden één waterpeil kon worden gehandhaafd.
Bij de opening van het kanaal in 1876 waren er bij de uitmonding van het kanaal op de Noordzee, bij de plaats IJmuiden, twee sluizen aangelegd; de Kleine sluis en de Zuidersluis. Nadat het kanaal was overgenomen door de Staat in 1883 werd direct besloten tot de aanleg van een derde sluis. Met de aanleg van deze Middensluis werd in 1890 begonnen en de werkzaamheden duurden tot 1896. In de jaren twintig van de 20e eeuw werd een nog grotere sluis noodzakelijk. In 1921 besloot men tot de bouw van de Noordersluis, die in 1928 gereed kwam. De Noordersluis was toen de grootste sluis ter wereld.
Hieronder een overzicht van de sluizen van het Noordzeekanaal. Ter vergelijking zijn ook de Willem I-sluis (van het Noordhollandsch Kanaal) en de sluizen van het Panamakanaal opgenomen.
| Naam van sluis       | Jaar van ingebruikname | Lengte (in m) | Breedte (in m) | Diepte (in m) |
| -------------------- | ---------------------- | ------------- | -------------- | ------------- |
| Kleine sluis         | 1876                   | 69            | 12             | 5             |
| Zuidersluis          | 1876                   | 120           | 18             | 8             |
| Middensluis          | 1896                   | 225           | 25             | 10            |
| Noordersluis         | 1929                   | 400           | 50             | 15            |
| Zeesluis IJmuiden    | 2022                   | 500           | 70             | 18            |
| Willem I sluis       | 1826                   | 65            | 15             | 5             |
| Panamakanaal (oud)   | 1914                   | 304           | 33,5           | 12            |
| Panamakanaal (nieuw) | 2016                   | 427           | 55             | 18            |

### Havenmond
Ter bescherming van de toegang tot het kanaal waren twee pieren in zee aangelegd. In Nederland was er dat moment geen expertise aanwezig voor het bouwen van golfbrekers in zware golfslag (alle havens waren tot dan toe op redelijk beschermde plaatsen gebouwd) en er werd daarom Engelse expertise ingehuurd in de persoon van John Hawkshaw. In 1862 werd deze hoofdwerktuigkundige van het Noordzeekanaal in dienst van de Amsterdamsche Kanaalmaatschappij. Oorspronkelijk was de technische leiding bij ir. Justus Dirks, maar doordat de uitgekozen aannemer (Mac Cormick) dit werk niet kon waarmaken werd gezocht naar een andere aannemer en meer financiering. Deze werd gevonden door Mac Cormick een samenwerking aan te laten gaan met de (ook Engelse) firma Lee. Voorwaarde was wel dat de technische leiding bij een Engelsman kwam, en dat werd John Hawkshaw, en Dirks werd op een zijspoor gezet. Wel stelde hij een Nederlandse adviseur aan, de waterbouw- en spoorwegingenieur Jan Abel Adriaan Waldorp.
De havenhoofden werden gebouwd met betonblokken met een gewicht tussen 10 en 20 ton en geplaatst met (houten) Titan kranen die hiervoor ter plekke zijn gebouwd. De Titan voor het zuiderhoofd had een sprei van 17 meter. De Engelse ingenieur Darton Hutton was hiervoor verantwoordelijk. Deze kraan kostte destijds £ 1500. De kraan had 1840 werkbare uren in een jaar en kon per jaar 25.000 m³ betonblokken plaatsen. Bij het werk aan het noorderhoofd zijn twee Titans verloren gegaan door storm. Alles bij elkaar was de productiesnelheid bij het noorderhoofd slechts de helft van die bij het zuiderhoofd.
Steeds groter wordende schepen vereisten een verbreding van de doorgang en in 1957 startte het Waterloopkundig Laboratorium in Delft een onderzoek naar de beste oplossing. De uitkomst was een asymmetrische opening waarbij de zuidelijke pier circa 500 meter langer zou worden dan de noordelijke. De lengte van de noordpier zou van 1500 meter tot 2500 meter worden verlengd en de zuidelijke pier tot circa 3000 meter. Deze oplossing bood als voordelen minder verzanding van de monding en binnenkomende zeeschepen zouden minder last hebben van de overheersende zuidwesten wind en zuid-noordstroming langs de kust. De invaartopening werd verbreed van 260 meter naar 750 meter en de vaargeul verdiept tot 15 meter. Eind 1960 was men begonnen met de werkzaamheden en in 1967 was het werk voltooid.

## Verbreden en verdiepen
Bij de opening was nog niet het volledige kanaal op de gewenste diepte van 6,5 meter; baggermolens hadden hiervoor nog twee jaar nodig. Het eerste volbeladen schip dat onbelemmerd Amsterdam kon bereiken kwam in oktober 1878 aan. Tussen de jaren 1876 en 1879 steeg het aantal zeeschepen dat in de haven van Amsterdam aankwam met 40% van 1100 tot 1500. De schepen werden ook steeds groter; in bruto registerton was de groei zelfs 136% naar 2,7 miljoen ton. De grotere schepen maakten grotere sluizen en een breder en dieper kanaal noodzakelijk.
In de figuur hieronder de ontwikkeling van het Noordzeekanaal sinds de opening:
| Jaar      | Diepte (in m) | Bodembreedte (in m) |
| --------- | ------------- | ------------------- |
| 1876      | 6,5           | 27                  |
| 1881-1883 | 8,2           | 20                  |
| 1889-1896 | 9,0           | 25                  |
| 1897-1898 | 9,0           | 36                  |
| 1904-1907 | 10,3          | 50                  |
| 1929-1939 | 13,0          | 75                  |
| 1958-1965 | 15,5          | 100                 |
| 1963-1979 | 15,5          | 170                 |

## Huidige situatie Noordzeekanaal
Het Noordzeekanaal begint in feite al ver in de Noordzee. De Noordzee is onvoldoende diep en een 43 kilometer lange geul, de IJgeul, is gebaggerd voor de diepstekende schepen die de haven willen binnenvaren. De IJgeul heeft een breedte van 450 à 600 meter. Schepen met een diepgang vanaf 14,10 meter tot 17,80 meter moeten gebruikmaken van de IJgeul. Bij hoogwater kunnen dieper stekende schepen gebruik maken van de geul dan bij laagwater.
De Buitenhaven van IJmuiden is bereikbaar voor schepen met een diepgang van 17,80 meter. Schepen die naar Amsterdam willen doorvaren, mogen in verband met de veiligheid niet dieper steken dan bijna 14 meter. In de Buitenhaven bestaat de mogelijkheid om schepen te lichteren aan de IJ-palen. Lichteren is het gedeeltelijk overslaan van de lading van grote bulkcarriers in kleinere schepen zoals binnenvaartschepen en duwbakken, waardoor de bulkcarriers minder diep komen te liggen en verder kunnen varen naar Amsterdam. De IJ-palen bestaan uit twee afmeerpalen, drie meerboeien en een dukdalf. De huidige lichterlocatie is omstreeks 1998 in gebruik gekomen.
Inmiddels bestaan er plannen om de in 1967 gegraven en in 1991 afgesloten Averijhaven in gebruik te nemen als locatie om te lichteren. De Averijhaven had oorspronkelijk de functie van vluchthaven voor schepen met averij, wachtend op reparatie, maar is als zodanig nauwelijks gebruikt. Tot januari 2012 fungeerde de haven als baggerdepot voor baggerslib uit de Hoogoven-haven.
Net als bij de sluizen is het kanaal diverse malen verbreed en verdiept. Het kanaal is nu 170 meter breed en 15,5 meter diep. De bovenkant van de Velserspoortunnel en Velser(auto)tunnel liggen op iets meer dan 16 meter, waarmee de maximale diepte van het kanaal is bereikt. Schepen die dieper steken dan ongeveer 13,70 meter mogen geen gebruik maken van het kanaal.
Na het passeren van de sluizen en na 11,5 kilometer varen begint het Westelijk Havengebied (Westpoort) met de Afrikahaven. Deze heeft een oppervlakte van meer dan 900 hectare. Na 20,6 kilometer gaat het Noordzeekanaal over in het IJ. Schepen met een maximaal toegestane diepgang van 14,05 meter in zoet water, overeenkomend met 13,75 meter in zout water, kunnen de Mercuriushaven bereiken op 21,5 kilometer achter de sluizen. Drie kilometer verder, in het stadscentrum, ligt de Passagiers Terminal Amsterdam. Na 28 kilometer worden de Oranjesluizen bereikt. Deze sluizen worden hoofdzakelijk door de binnen- en recreatievaart gebruikt om naar het Markermeer te varen. Het Noordzeekanaal staat in open verbinding met het Amsterdam-Rijnkanaal; er zijn geen sluizen (meer) tussen beide waterwegen.
Het kanaal heeft de groei van de haven van Amsterdam bevorderd. Het Noordzeekanaalgebied (inclusief kleinere havens als bijvoorbeeld Zaandam) is het tweede zeehavengebied in Nederland, na Rotterdam Europoort. Tussen Hamburg en Le Havre staat de haven op de vierde plaats, met een totale overslag van 87,8 miljoen ton in 2007. Van alle goederen wordt 70% binnen de regio verwerkt; de overige 30% wordt zonder bewerking direct doorgevoerd. Voor doorvoer naar het achterland zijn met name het Amsterdam-Rijnkanaal en de route over het IJsselmeer van belang.
In de onderstaande figuur de overslagactiviteiten per haven in het Noordzeekanaal gebied in het jaar 2010:
| Omschrijving | Amsterdam | Beverwijk | IJmuiden | Zaanstad | Totaal |
| ------------ | --------- | --------- | -------- | -------- | ------ |
| Gelost       | 48.827    | 207       | 14.934   | 69       | 64.037 |
| Geladen      | 23.872    | 76        | 2.650    | 10       | 26.607 |
| Totaal       | 73.699    | 284       | 17.584   | 79       | 90.645 |

De laatste tien jaar maken jaarlijks gemiddeld ongeveer 9.000 zeeschepen gebruik van het Noordzeekanaal. Binnen dit totaal is een duidelijke verschuiving zichtbaar van kleine naar grotere schepen. Het aantal grote schepen, van 70.000 ton en meer, dat de sluizen passeert, is tussen 1997 en 2007 gestegen van 91 naar 306. De Noordersluis is de enige van de vier sluizen bij IJmuiden die deze grote zeeschepen kan schutten. Het aandeel van deze sluis in de totale hoeveelheid lading die de haven van Amsterdam bereikt, is 80%.

### Bouw van een nieuwe sluis
De afmetingen van de Noordersluis, de benutting van de capaciteit en de leeftijd van de sluis (bouwjaar 1929) heeft de noodzaak doen ontstaan voor een nieuwe, grotere sluis. De nieuwe sluis is 500 meter lang, 70 meter breed en 18 meter diep. Het gewenste jaar van de opening van deze sluis was aanvankelijk 2016. Voor de ligging van de nieuwe sluis waren er twee opties: (1) tussen de Noorder- en Middensluis of (2) tussen de Noordersluis en het gemaal. De keus is gevallen op de eerste optie. De totale kosten werden begroot op 700 à 800 miljoen euro. Het Rijk heeft zo'n 75% betaald en de rest door de provincie Noord-Holland en de Gemeente Amsterdam.
De bouw startte in 2016, later dan verwacht waardoor de ingebruikname van de nieuwe sluis in eerste instantie verschoof naar 2019,  en vervolgens nog eens met 27 maanden. Er waren ook aanzienlijke kostenoverschrijdingen; nadat in december 2017 er al een kostenoverschrijding was van 100 miljoen euro, stijgen de kosten nu nog eens met ruim 60 miljoen euro.
De sluis is uiteindelijk op 13 januari 2022 voor de scheepvaart geopend. De bovenkant van de Velserverkeerstunnel (inclusief beschermschil) op het diepste punt van het verticaal trace is gelegen op NAP-17,34 m. Die van de spoortunnel op NAP-16,38 m. De nieuwe sluis is zo'n 18 meter diep. De maximale diepgang op het Noordzeekanaal en in de sluizen is 13,72 meter of 45 ft (gemeten in zout water). Door de nieuwe zeesluis dieper te maken dan de Noordersluis heeft de scheepvaart minder of geen last van eb en vloed.

## Zijkanalen
Het Noordzeekanaal en Afgesloten IJ hebben elf zijkanalen: A t/m K. Deze verbinden rivieren of kanalen die op het IJ of Wijkermeer uitkwamen na de inpoldering met het Noordzeekanaal of afgesloten IJ.
- Zijkanaal A (noordzijde) verbindt de haven van Beverwijk met het Noordzeekanaal, maar was oorspronkelijk een inundatiekanaal voor de Stelling van Amsterdam.
- Zijkanaal B (zuidzijde) verbond Spaarndam met het Noordzeekanaal. Het kanaal is in de jaren zestig van de 20e eeuw in tweeën gedeeld door de aanleg van de A9. Ook de aansluiting op het Noordzeekanaal is afgedamd waardoor het niet meer met het kanaal in verbinding staat. Het gedeelte tussen de A9 en de Amsterdamseweg (N 202) is nu kanobaan. Tussen Spaarndam en de A9 liggen in Zijkanaal B vele woonschepen.
- Zijkanaal C (zuidzijde) verbindt Spaarndam met het Noordzeekanaal bij Buitenhuizen. Dit is tevens een belangrijke afwatering van het gemaal van het Hoogheemraadschap van Rijnland bij Spaarndam naar het Noordzeekanaal. De A9 heeft een beweegbare brug over dit zijkanaal.
- Zijkanaal D (noordzijde) verbindt de Nauernasche vaart met het Noordzeekanaal.
- Zijkanaal E (noordzijde) is een heel kort kanaal en verbindt het Zuideinde van Westzaan met het Noordzeekanaal.
- Zijkanaal F (zuidzijde) verbond Halfweg met het Noordzeekanaal. Het grootste deel van het kanaal is gedempt, bij Halfweg is nog een restant aanwezig, dat via het gemaal van Rijnland met de Amerikahaven is verbonden. Dit is tevens een belangrijke afwatering van Rijnland naar het Noordzeekanaal.
- Zijkanaal G (noordzijde) verbindt Zaandam en daarmee de rivier de Zaan met het Noordzeekanaal.
- Zijkanaal H (noordzijde) verbindt het Barndegat met het Noordzeekanaal.
- Zijkanaal I (noordzijde) verbindt de Oostzaner Overtoom met het Afgesloten IJ.
- Zijkanaal J (het Noordhollandsch Kanaal) (noordzijde) verbindt Den Helder met het Afgesloten IJ.
- Zijkanaal K (noordzijde) verbindt de haven van Nieuwendam en de Nieuwendammersluis met het Afgesloten IJ.

De afwatering van het Noordzeekanaal op de Noordzee vindt plaats via de Spuisluis te IJmuiden, tegenwoordig aangevuld met een gemaal, het grootste van Europa. Beide kunstwerken zijn zeer belangrijk voor de waterhuishouding in West-Nederland.

## Bruggen en tunnels
Over en onder het Noordzeekanaal liggen (of lagen) de volgende bruggen en tunnels (cursief:voormalig):
| Km.:    | Naam:                             | Soort:                                                               | Traject:                                                                                            | Afbeelding: |
| ------- | --------------------------------- | -------------------------------------------------------------------- | --------------------------------------------------------------------------------------------------- | ----------- |
| 0,0-1,3 | Bruggen over Sluizen van IJmuiden | a) verkeersbrug over Buitenspuikanaal (liggerbrug)                   | IJmuiden - Velsen-Noord (Noordersluisweg)                                                           |             |
| 0,0-1,3 | Bruggen over Sluizen van IJmuiden | b) 2 verkeersbruggen aan beide kanten van de Noordersluis (rolbrug)  | IJmuiden - Velsen-Noord (Noordersluisweg)                                                           |             |
| 0,0-1,3 | Bruggen over Sluizen van IJmuiden | c) 2 verkeersbruggen aan beide kanten van de Middensluis (draaibrug) | IJmuiden - Velsen-Noord (Middensluisweg)                                                            |             |
| 0,0-1,3 | Bruggen over Sluizen van IJmuiden | d) verkeersbrug over de Zuidersluis (draaibrug)                      | IJmuiden - Velsen-Noord (Zuidersluisweg)                                                            |             |
| 2,7     | Velserspoorbrug                   | spoorbrug (draaibrug)                                                | Gesloopt in 1957 Haarlem - Uitgeest (Spoorlijn Haarlem - Uitgeest)                                  |             |
| 3,7     | Velservoetbrug                    | verkeersbrug met trambaan (draaibrug)                                | Gesloopt in 1907 Velsen - Wijkeroog (Rijksstraatweg) Haarlem - Alkmaar (Tramlijn Haarlem - Alkmaar) |             |
| 4,2     | Velserspoortunnel                 | spoortunnel                                                          | Haarlem - Uitgeest (Spoorlijn Haarlem - Uitgeest)                                                   |             |
| 4,2     | Velsertunnel                      | verkeerstunnel                                                       | Velsen-Zuid - Beverwijk                                                                             |             |
| 5,7     | Wijkertunnel                      | verkeerstunnel                                                       | Amstelveen - Alkmaar                                                                                |             |
| 16,1    | Hemtunnel                         | spoortunnel                                                          | Amsterdam - Zaandam (Staatslijn K)                                                                  |             |
| 17,1    | Hembrug                           | spoorbrug (draaibrug)                                                | Gesloopt in 1983 Amsterdam - Zaandam (Staatslijn K)                                                 |             |
| 19,9    | Coentunnel                        | verkeerstunnel                                                       | Ring Amsterdam                                                                                      |             |
| 19,9    | Tweede Coentunnel                 | verkeerstunnel                                                       | Ring Amsterdam                                                                                      |             |

## Veerdiensten

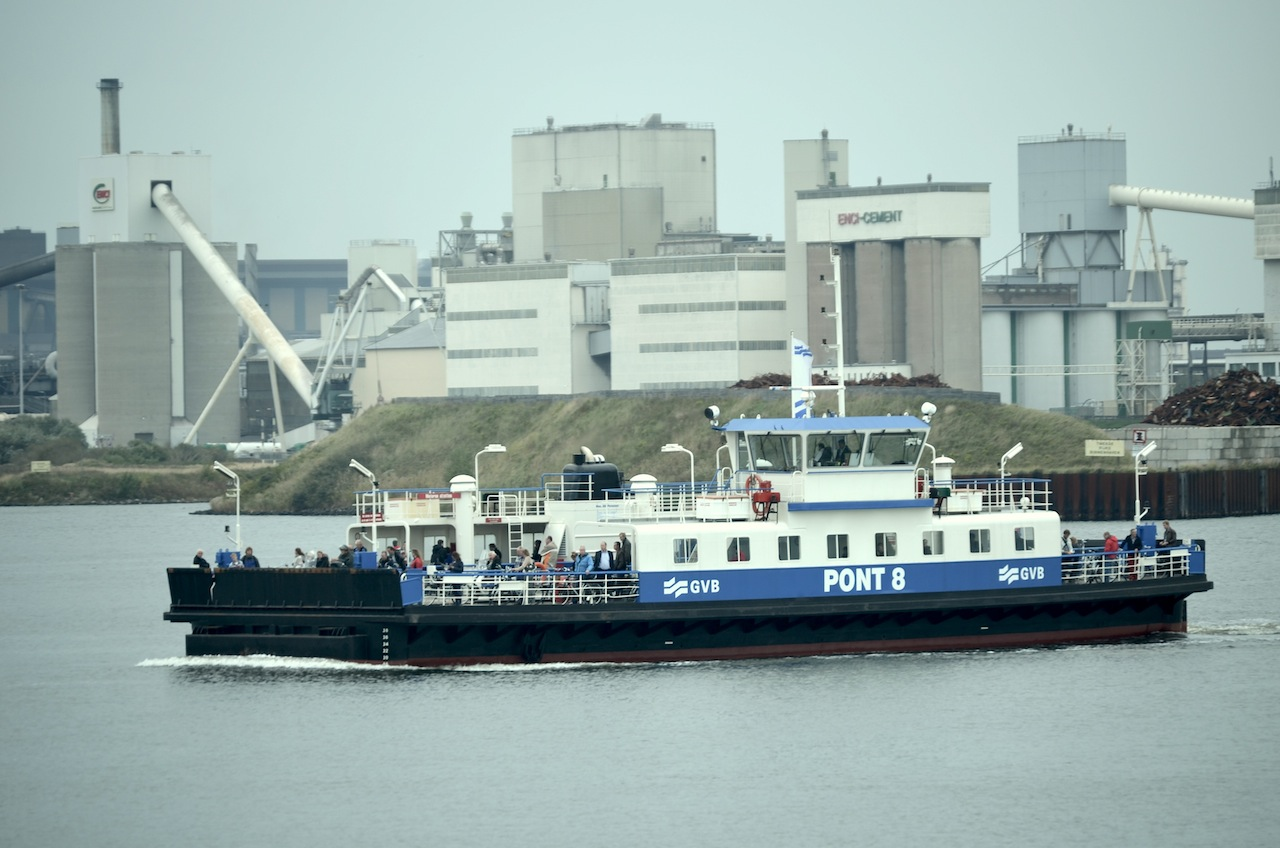
GVB Pont 8 op het Noordzeekanaal bij Velsen.

Over het Noordzeekanaal en het IJ zijn de volgende veerponten:
- De Velserpont vaart 24 uur per dag met 1 pont van Velsen-Zuid naar Velsen-Noord (Gemeente Amsterdam, uitgevoerd door het GVB)
- De Buitenhuizenpont vaart 24 uur per dag met 1 pont van de Noordzeekanaaldijk naar Buitenhuizen en Nauerna (Gemeente Amsterdam, uitgevoerd door het GVB)
- De Hempont vaart 24 uur per dag met 1 pont van de Nieuwe Hemweg in het Westelijk Havengebied naar de Hemkade in Zaandam (Gemeente Amsterdam, uitgevoerd door het GVB)

Met ingang van 19 december 2007 werden de veerdiensten over het Noordzeekanaal bij Velsen, Buitenhuizen en Zaandam van het Rijk door de Gemeente Amsterdam overgenomen. Deze diensten werden aanvankelijk door Connexxion uitgevoerd; met ingang van 1 juli 2013 is de uitvoering in handen van het GVB (Amsterdam).
Van 27 april 1998 tot en met 31 december 2013 exploiteerde Connexxion door het kanaal een snelle veerdienst van Amsterdam naar Velsen.

## Canon van Amsterdam
- Het Noordzeekanaal is venster nummer 28 van de Canon van Amsterdam.